# Cerviniopsis longicaudata
Cerviniopsis longicaudata är en kräftdjursart som beskrevs av Georg Ossian Sars 1903. Cerviniopsis longicaudata ingår i släktet Cerviniopsis och familjen Cerviniidae. Inga underarter finns listade i Catalogue of Life.